# Свети Никола (Ощима)
„Свети Никола“ или „Свети Николай“ (на гръцки: Αγίου Νικολάου) е възрожденска православна църква в костурското село Ощима (Тригоно), Егейска Македония, Гърция.

## История
Църквата е гробищен храм на селото, разположен в източния му край.
В архитектурно отношение е трикорабна базилика с дървен покрив. Построена е в 1866 година. Интересният иконостас и иконографията в храма е от 1898 година при настоятелството на поп Георги, дело на зограф Атанасиос от Богатско.
Кулообразната камбанария е от 1911 година.